# Lubimbe
Lubimbe är ett vattendrag i Kongo-Kinshasa, ett biflöde till Lugulu. Det rinner genom provinsen Södra Kivu, i den centrala delen av landet, 1 400 km öster om huvudstaden Kinshasa. En del av vattendraget ingår i Kahuzi-Biega nationalparks gräns.